# Claudio Imhof
Pour les articles homonymes, voir Imhof.
Claudio Imhof (né le 26 septembre 1990 à Münsterlingen) est un coureur cycliste suisse. Il participe à des compétitions sur route et sur piste.

## Biographie
En 2006, Claudio Imhof est deuxième du championnat de Suisse sur route débutants (moins de 17 ans). Il se concentre ensuite sur la piste où il obtient des résultats. Lors de l'année 2008, il prend la médaille de bronze sur l'omnium aux mondiaux junios (moins de 19 ans), puis devient champion d'Europe du scratch juniors à Pruszków. Avec Silvan Dillier, il remporte l'UIV Cup (série de course de six jours pour les jeunes) de Zurich.
En 2009, il devient champion de Suisse de poursuite par équipes, avec Franco Marvulli, Alexander Aeschbach et Bernhard Oberholzer. En janvier 2011, il prend la troisième place de la course aux points de la Coupe du monde à Pékin. Après une longue pause due à une blessure, il est en 2011 vice-champion d'Europe de l'américaine à Apeldoorn, aux côtés de Cyrille Thièry. Aux championnats d'Europe de 2015 disputés à domicile à Granges, il obtient la médaille de bronze dans la course aux points. Quelques mois plus tard, en mars 2016, il décroche sa première médaille mondiale chez les élites en prenant la troisième place du scratch aux championnats du monde de Londres. Aux championnats d'Europe de 2018 à Glasgow, il remporte deux médailles, le bronze en poursuite individuelle et l'argent en poursuite par équipes avec Cyrille Thièry, Frank Pasche, Stefan Bissegger et Théry Schir. Sur route, il termine 34e du championnat d'Europe sur route à Glasgow.
En janvier 2019, il gagne l'omnium de la manche de la Coupe du monde disputée eCambridge, en Nouvelle-Zélande. De plus, le quatuor de poursuite par équipes suisse dont il fait partie établit un nouveau record national en 3 minutes 54,858 secondes au cours de cette même manche. En juin, et toujours dans la même discipline il remporte la médaille de bronze , Schir, Lukas Rüegg et Robin Froidevaux aux Jeux européens à Minsk. Il s’adjuge une breloque du même métal en poursuite individuelle. Fin juillet de la même année, il est sélectionné pour représenter son pays aux championnats d'Europe de cyclisme sur route. Il s'adjuge à cette occasion la douzième place du contre-la-montre individuel.
Au mois d'août 2020, il se classe seizième du championnat d'Europe du contre-la-montre organisé à Plouay dans le Morbihan et glane une médaille d'argent lors de la course de relais mixte lors de ces championnats. Le 18 septembre, il établit un nouveau record de l'heure suisse avec 52,116 kilomètres sur le Vélodrome de Granges, améliorant la marque précédente de Marc Dubois d'environ 3,8 kilomètres. Aux championnats d'Europe de la même année, il remporte la médaille de bronze en poursuite par équipes avec Simon Vitzthum, Lukas Rüegg et Dominik Bieler.
Lors des championnats d'Europe 2021, organisés à Granges, à domicile, il fait partie de l'équipe suisse de poursuite par équipes qui décroche la médaille d'argent derrière le Danemark. Imhof est également médaillé de bronze lors de la poursuite individuelle. Après une grave chute d'entraînement au printemps 2022 sur le Vélodrome de Granges, il doit passer un long moment à l'hôpital en raison d'une lésion cérébrale traumatique et de lacérations au visage. Fin mai, il fait son retour à la compétition sur route, puis participe pour la troisième fois au Tour de Suisse avec une sélection nationale.
Il prend la décision d’arrêter sa carrière de coureur cycliste à la fin de la saison 2024.

## Palmarès sur piste

### Championnats du monde
- Apeldoorn 2011
  - 13e de la poursuite par équipes
  - 15e de la poursuite individuelle
- Melbourne 2012
  - 11e de la poursuite par équipes
  - 17e de la poursuite individuelle
- Londres 2016
  -  Médaillé de bronze du scratch
  - 4e de l'américaine
  - 13e de la course aux points
- Hong Kong 2017
  - 5e de l'américaine[9]
  - 6e de la poursuite par équipes[10]
  - 8e de la course aux points[11]
- Apeldoorn 2018
  - 6e de la poursuite par équipes[12]
  - 11e de l'omnium[13]
- Pruszków 2019
  - 6e de la poursuite par équipe[14]
  - 8e de la poursuite individuelle
  - 10e de l'omnium

### Championnats du monde juniors
- Le Cap 2008
  -  Médaillé de bronze de l'américaine
  - 6e de la poursuite par équipes
  - 16e de la poursuite individuelle

### Coupe du monde
- 2010-2011
  - 3e de la course aux points à Pékin
- 2017-2018
  - 3e de l'omnium à Pruszków
- 2018-2019
  - 1er de l'omnium à Cambridge
  - 3e de la poursuite par équipes à Cambridge
- 2019-2020
  - 1er de la poursuite par équipes à Cambridge (avec Robin Froidevaux, Stefan Bissegger, Lukas Rüegg et Mauro Schmid)
  - 3e de la poursuite par équipes à Brisbane

### Ligue des champions
- 2021
  - 1er du scratch à Londres
- 2022
  - Classement général de l'endurance
  - 2e du scratch à Berlin
  - 2e du scratch à Paris
  - 2e de l'élimination à Londres (II)
  - 3e de l'élimination à Paris

### Coupe des nations
- 2021
  - 3e de l'omnium à Saint-Pétersbourg

### Championnats d'Europe
| Édition / Épreuve       | Poursuite individuelle | Poursuite par équipes | Course aux points | Scratch | Américaine |
| Pruszków 2008 (juniors) |                        |                       |                   | Or      |            |
| Apeldoorn 2011          |                        |                       |                   |         | Argent     |
| Granges 2015            |                        |                       | Bronze            |         |            |
| Glasgow 2018            | Bronze                 | Argent                |                   |         |            |
| Plovdiv 2020            |                        | Bronze                |                   |         |            |
| Granges 2021            | Bronze                 | Argent                |                   |         |            |
| Munich 2022             | 7e                     |                       |                   |         |            |
| Granges 2023            | 9e                     | 7e                    |                   |         | 12e        |

### Jeux européens
| Édition / Épreuve | Poursuite individuelle | Poursuite par équipes |
| Minsk 2019        | Bronze                 | Bronze                |

### UIV Cup
- 2008
  - UIV Cup Zurich (avec Silvan Dillier)

### Championnats de Suisse
| - 2008 - 3e de l'américaine - 2009 - Champion de Suisse de poursuite par équipes - 3e de l'américaine - 2010 - 2e de l'américaine - 2011 - Champion de Suisse de l'américaine (avec Silvan Dillier) - 2e de la poursuite par équipes - 3e de l'omnium - 2013 - Champion de Suisse de l'américaine (avec Olivier Beer) - 2014 - 3e de l'omnium - 2015 - 2e du demi-fond - 2e de la poursuite - 2e du scratch - 2016 - Champion de Suisse de poursuite - Champion de Suisse de demi-fond - 2e de la course aux points - 2017 - Champion de Suisse de poursuite par équipes - Champion de Suisse de l'américaine (avec Tristan Marguet) - 2e de la poursuite | - 2018 - Champion de Suisse de poursuite - Champion de Suisse de l'américaine (avec Tristan Marguet) - Champion de Suisse de l'omnium - 2019 - 3e de l'omnium - 2020 - Champion de Suisse de poursuite - Champion de Suisse de course aux points - 3e de l'américaine - 2021 - Champion de Suisse de poursuite - Champion de Suisse de course par élimination - 2e de la course aux points - 2022 - 2e de la course par élimination - 2023 - Champion de Suisse de poursuite - Champion de Suisse de poursuite par équipes - Champion de Suisse de l'américaine (avec Simon Vitzthum) - 2e de l'omnium - 3e de la course par élimination - 3e de la course aux points - 2024 - Champion de Suisse de demi-fond |  |

### Autres courses
- Quatre Jours de Nouméa : 2009 (avec Silvan Dillier)
- Trois Jours d'Aigle : 2011 (avec Silvan Dillier)

## Palmarès sur route

### Par année
| - 2006 - 2e du championnat de Suisse sur route débutants - 2007 - 4e étape du Grand Prix Rüebliland - 2008 - 3ea étape du Tour du Pays de Vaud - 3e du Prix des Vins Henri Valloton juniors - 2009 - 8e étape du Tour de Nouvelle-Calédonie - 2012 - 2e du Giro del Mendrisiotto - 2013 - Grand Prix de la Courtine - 2014 - Grand Prix Osterhas | - 2018 - Grand Prix Osterhas - 2019 - 1re étape du Rhône-Alpes Isère Tour - 2e de l'Enfer du Chablais - 2e du Rhône-Alpes Isère Tour - 2020 - Médaillé d'argent du championnat d'Europe du relais mixte contre-la-montre - 2021 - Champion de Suisse du contre-la-montre élites nationaux - 2022 - 2e du championnat de Suisse du contre-la-montre élites nationaux |

### Classements mondiaux
| Année           | 2018   |
| --------------- | ------ |
| UCI Europe Tour | 1 600e |